# NGC 3972
NGC 3972 este o galaxie spirală situată în constelația Ursa Mare. A fost descoperită în 14 aprilie 1789 de către William Herschel. Se află la o distanță de 20,23 de megaparseci de Pământ.